# Hayden C. Covington
Hayden Cooper Covington (ur. 19 stycznia 1911, zm. 21 listopada 1978) – amerykański działacz religijny, w latach 1939–1963 główny radca prawny Towarzystwa Strażnica podczas jednego z jego najtrudniejszych okresów w połowie XX wieku. W roku 1940 wybrany do zarządu, a w latach 1942–1945 wiceprezes Towarzystwa Strażnica.

## Życiorys
Covington urodził się na farmie Hopkins County w pobliżu Dallas we wschodnim Teksasie. W 1949 roku poślubił Dorothy Mae Sennett (1923–2015), która w latach 40. i 50. XX wieku była zaangażowana w obronę swobód obywatelskich Świadków Jehowy. W roku 1959 urodziła się im córka Lynn, a trzy lata później syn Lane.
Hayden C. Covington był zdolnym studentem szkoły prawniczej San Antonio Bar Association School of Law w San Antonio. Do palestry został przyjęty w 1933 roku.

### Radca prawny Towarzystwa Strażnica
Zainteresował się wierzeniami Świadków Jehowy, gdyż silne wrażenie wywierała na nim postawa członków tego wyznania, którą obserwował broniąc kilku z nich w procesach przed teksaskimi sądami, zanim sam formalnie przystąpił do tej grupy religijnej. W 1934 roku został ochrzczony, na co miało wpływ m.in. słuchanie transmisji przemówień prezesa Towarzystwa Strażnica Josepha F. Rutherforda, emitowanych w stacji radiowej KTSA w San Antonio.
Sukcesy Covingtona w sprawach obrony Świadków Jehowy przed amerykańskimi sądami zostały dostrzeżone w nowojorskiej głównej siedzibie Świadków Jehowy.  W 1939 roku został zaproszony przez J. F. Rutherforda, by reprezentował Świadków Jehowy w sprawach przed Sądem Najwyższym Stanów Zjednoczonych. W roku 1940 wszedł do zarządu Towarzystwa Strażnica. Po śmierci Rutherforda w 1942 roku, gdy nowym prezesem Towarzystwa Strażnica został Nathan H. Knorr, Covington został wybrany na stanowisko wiceprezesa, które sprawował w latach 1942–1945. 24 września 1945 roku Covington złożył jednak rezygnację z tych funkcji, pozostając nadal jego radcą prawnym. Do zarządu w jego miejsce wszedł Lyman A. Swingle, a Frederick W. Franz został wiceprezesem.
Hayden Covington, jako główny radca prawny Towarzystwa Strażnica, kierował obroną prawną ze swego biura albo też z pociągu, w czasie przejazdu na jakąś rozprawę. Współpracując z miejscowymi prawnikami, m.in. z Victorem Schmidtem, Groverem Powellem i Victorem Blackwellem, Covington walczył o konstytucyjne prawo Świadków Jehowy do głoszenia 'od domu do domu' oraz do rozpowszechniania ich publikacji bez przeszkód ze strony lokalnych władz. W 1946 bronił Świadków Jehowy w Kanadzie, rok później we Francji, w Portugalii i w Hiszpanii. W tym samym czasie przyjechał również do Magdeburga, by uprawomocnić ponowną legalizację Świadków Jehowy w Niemczech.
Hayden C. Covington odniósł rekordową liczbę 36 zwycięstw w Sądzie Najwyższym Stanów Zjednoczonych. W latach 1939–1963 występował przed Sądem Najwyższym Stanów Zjednoczonych, jako adwokat Towarzystwa Strażnica, w obronie swobód religijnych Świadków Jehowy wygrywając 36 z 45 prowadzonych przez siebie procesów. Pomyślne postanowienia w tych rozprawach umocniły zagwarantowaną konstytucyjnie wolność wyznania, słowa i prasy w Stanach Zjednoczonych. W 1967 roku bronił mistrza świata wagi ciężkiej Muhammada Alego.
W 1972 roku wraz z żoną i dziećmi powrócił do stanu Ohio. Zmarł 21 listopada 1978 roku.
Jako wolontariusz napisał o swojej pracy prawniczej:

„Gdybyśmy nie wnosili apelacji od tysięcy wyroków sądów magistrackich, policyjnych oraz innych sądów niższej instancji, wyrosłaby góra precedensów, która by utworzyła olbrzymią przeszkodę w oddawaniu czci Bogu. Uniknęliśmy tego dzięki apelacjom. Uporczywe odwoływanie się od niesłusznych decyzji sprawiło, iż nasz sposób oddawania czci Bogu został uwzględniony w prawie Stanów Zjednoczonych i innych krajów.”

### Ważniejsze sprawy sądowe
Do ważniejszych spraw sądowych, w których bronił praw obywatelskich przed Sądem Najwyższym Stanów Zjednoczonych należały:
- Cantwell przeciw Connecticut, 310 U. S. 296 (1940)[4][5];
- Murdock przeciw Pennsylwanii, 319 U. S. 105 (1943)[5];
- Wydział Oświaty Stanu Wirginia Zachodnia przeciw Barnette, 319 U. S. 624 (1943)[5];
- Martin przeciw miastu Struthers, 319 U. S. 141 (1943);
- Niemotko przeciw Maryland, 340 U. S. 268 (1951)[1].